# 尼阿比妥
尼阿比妥（商品名有：Censedal等）是一种含氮有机化合物，化学式C
12H
18N
2O
3，属于巴比妥类药物，1950年代研发，可作为鎮靜劑和安眠药。